# Антон Австрийский
Антон Австрийский ((нем. Anton, Erzherzog von Österreich) при рождении Антон Мария Франц Леопольд Бланка Карл Жозеф Игнат Рафаэль Махаэль Маргарета Нисетас фон Габсбург-Лотарингсий нем. Anton Maria Franz Leopold Blanka Karl Joseph Ignatius Raphael Michael Margareta Nicetas, Erzherzog von Österreich, 20 марта 1901, Вена — 21 июня 1986, Зальцбург) — австрийский эрцгерцог из Тосканской ветви династии Габсбург-Лотарингских.

## Биография
Эрцгерцог Антон родился 20 марта 1901 года в Вене — столице Австро-Венгерской империи. Он стал третьим сыном и седьмым ребенком в семье австрийского эрцгерцога Леопольда Сальватора Австрийского из Тосканской ветви Габсбург-Лотарингских его супруги испанской инфанты Бланки. Всего в семье было десять детей. При крещении ему было дано имя Антон Мария Франц Леопольд Бланка Карл Жозеф Игнат Рафаэль Махаэль Маргарета Нисетас фон Габсбург-Лотарингсий с титулом «Его Императорское и Королевское Высочество эрцгерцог Австрийский, принц Венгерский, принц Богемский, принц Тосканский».
Семья Антона была очень богатой. Они владели двумя дворцами под Веной: Тосканским дворцом и Вильгельминенбергом. Лето обычно проводили в Италии, где их матери принадлежала вилла в Виареджо. Он получил великолепное образование. Мать была главой их семьи, обладая властным характером, отец был военным и изобретателем, создав несколько военных изобретений. Предки со стороны отца правили в Австрии, Тоскане и Королевстве обеих Сицилий, со стороны матери — в Испании, Франции и герцогстве Парма.
Эрцгерцог Антон увлекался с юности техникой, в том числе развивавшейся тогда телеграфной и радиосвязью. Во время Первой мировой войны он начал слушать эфир некоторых номерных радиостанций стран-противников Австро-Венгрии и записывать услышанные в эфире числовые данные, передавая их австро-венгерской военной разведке. В частности, он перехватывал эфиры радиостанций под кодовыми названиями FL (Tour Eiffel, Париж), ICI (Котона) и MSK (Москва).
После того, как Австрийская империя рухнула, жил с родителями в Испании, где они купили небольшие апартаменты на деньги от продажи драгоценностей.
Во время Второй мировой войны Антон служил в немецком Вермахте вплоть до 1944 года в качестве летчика. После войны он переехал в замок Бран, где жила его супруга с детьми. После отречения короля Михая I от престола 30 декабря 1947 года семье Антона пришлось покинуть Румынию. Семья переехала сначала в Швейцарию, потом в Аргентину, а в начале 1950-х — в США.

## Брак и дети

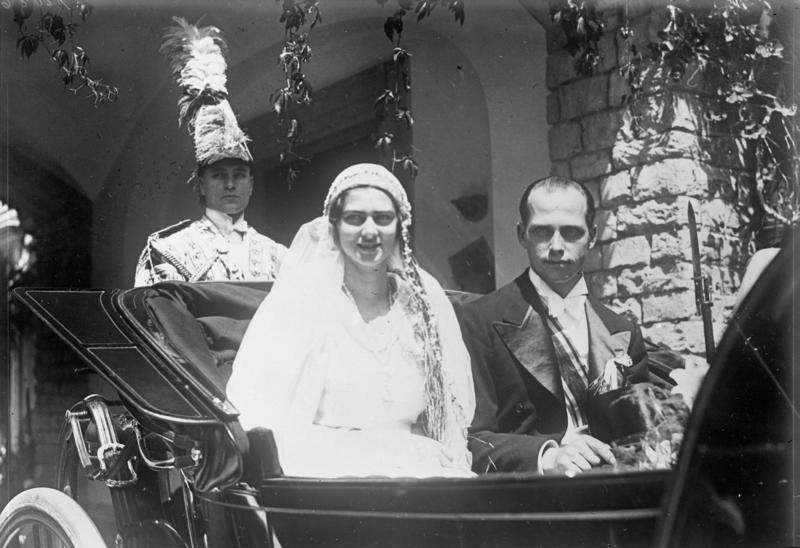
Антон и Илеана в день свадьбы.

26 июля 1931 года Антон женился на Её Королевском Высочестве принцессе Илеане Румынской, младшей дочери румынского короля Фердинанда I и его супруги Марии, урожденной принцессы Эдинбургской, внучки королевы Виктории и императора Александра II. Брак этот был устроен братом невесты королём Каролем II, которому не нравилась чрезмерная популярность его сестры. После свадьбы король Кароль объявил, что румынский народ не потерпит Габсбургов на своей земле, и, на основании этого, молодоженам пришлось покинуть Румынию.
Первоначально пара обосновалась в Мюнхене и Мёдлинге. Им принадлежал замок Соннбергстабен в Нижней Австрии. 
В браке родилось шестеро детей:
- Стефан[англ.] (1932—1998) — был женат на Мери Сопер, пятеро детей:
  - Кристоф Тосканский (род. 1957)
  - Илеана Тосканская (род. 1958)
  - Питер Тосканский (род. 1959)
  - Констанция Тосканская (род. 1960)
  - Антон Тосканский (род. 1964)
- Мария Илеана (1933—1959) — вышла замуж за графа Франца Жозефа Коттулински, имели дочь; погибла вместе с мужем в авиакатастрофе в Бразилии вместе с их будущим вторым ребёнком:
  - Мария Илеана Коттулински, баронесса Коттулински (Мино) (25 августа 1958 - 13 октября 2007)
- Александра (род. 1935) — вышла замуж за герцога Евгения Эберхарда Вюртембергского, сына принцессы Надежды Болгарской, брак был бездетный, развод в 1972 году; в 1973 году вышла замуж за барона Виктора фон Байлоу
  - сын (мертворожденный, 17 марта 1975);
- Доминик[англ.] (род. 1937) — женился на Верджинии ван Восс, двое сыновей; в 2006 году получил от румынского парламента права владения замком Бран.[3]
  - граф Сандор фон Габсбург (род. 1965), женат второй раз, от первого брака 1 сын
  - граф Грегор фон Габсбург (род. 1968), женат
- Мария Магдалена (2 октября 1939 — 18 августа 2021), с 1959 состояла в морганатическом браке с бароном Хансом фон Хольмхаузеном (род. 1 сентября 1929 года), 3 детей
  - Иоганн Фридрих Антон, барон фон Хольцхаузен (род. 1960), женат, 1 сын
  - Георг Фердинанд, барон фон Хольцхаузен (род. 1962), женат, 3 детей
  - Александра Мария, баронесса фон Хольцхаузен (род. 1963), замужем, 4 детей
- Елизавета (15 января 1942 — 2 января 2019 года), с 1964 года состояла в морганатическом браке с Фридрихом Сандхофером (род. 1 августа 1934 года), 4 детей
  - Антон Доминик Сандхофер (род. 1966), женат, 1 сын
  - Маргарита Елизавета Сандхофер (род. 1968), замужем, 2 сыновей
  - Андреа Александра Сандхофер (род. 1969), замужем, 2 сыновей
  - Елизавета Виктория Мадгалена Сандхофер (род. 1971), не замужем, детей нет

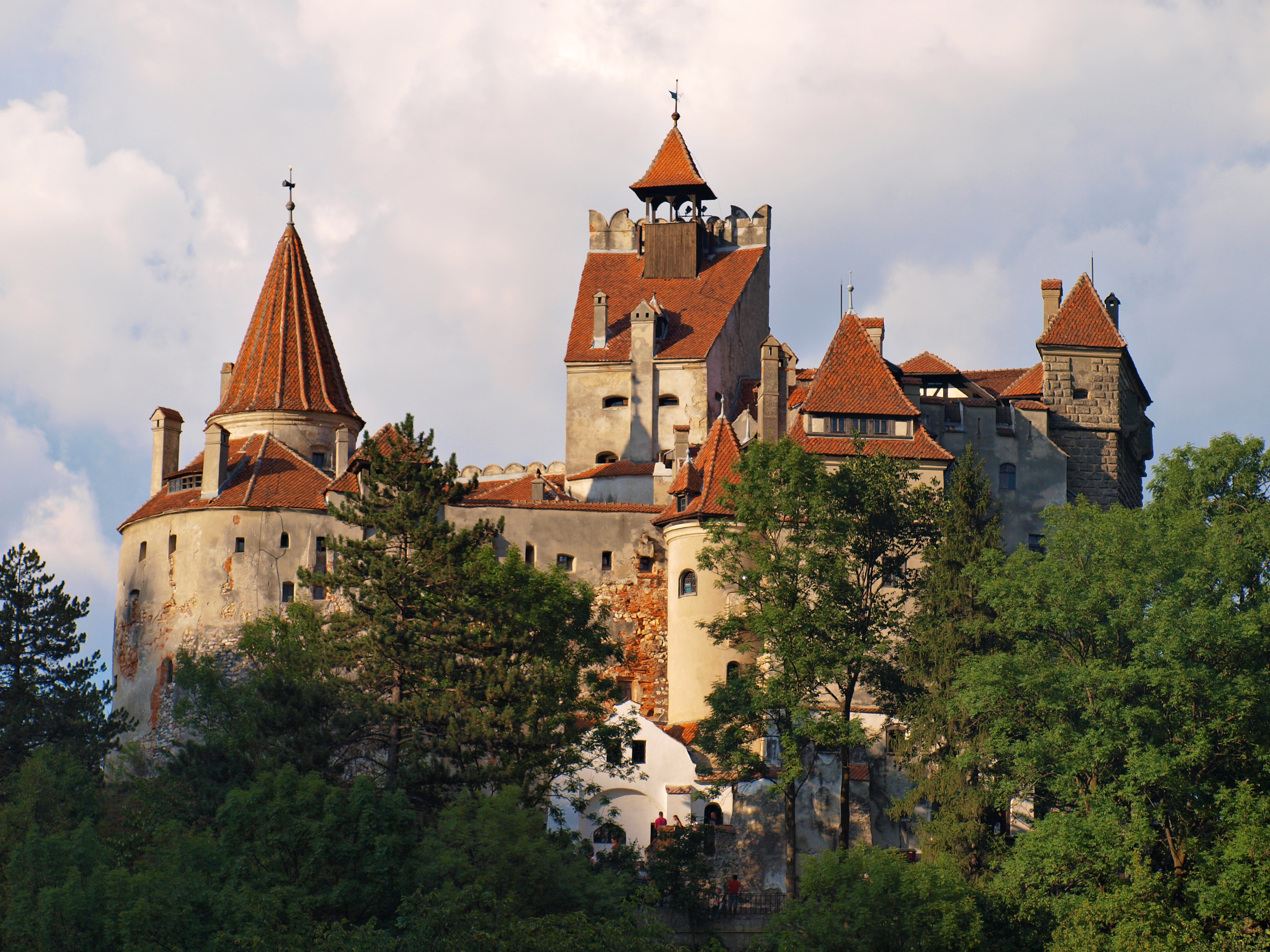
Замок Бран.

29 мая 1954 года Антон и Илеана развелись. В этом же году Илеана вступила во второй брак с доктором Стефаном Николаем Иссареску, который также закончился разводом. В 1961 году Илеана ушла в монастырь, скончалась в 1991 году в США.
После развода Антон уехал в Австрию, где жил до своей смерти. Ему принадлежала вилла Минола (после его смерти была продана и новые владельцы переименовали её в вилла Мицци).

## Награды
— Орден Золотого Руна (Австро-Венгрия);
 — Орден Черного орла (Пруссия);
 —  Орден Святого Губерта (Бавария);